# Enrico d'Inghilterra (1155-1183)
Enrico Plantageneto, detto il Giovane (Londra, 28 febbraio 1155 – Martel, 11 giugno 1183), è stato conte del Maine e d'Angiò dal 1169 e, assieme al padre, re d'Inghilterra dal 1170 fino alla sua morte.
Era il secondo dei cinque figli maschi del re d'Inghilterra, duca di Normandia, conte del Maine, d'Angiò e di Turenna, Enrico II d'Inghilterra e della duchessa d'Aquitania e Guascogna e contessa di Poitiers, Eleonora d'Aquitania.
Enrico fu, per parte di madre, il fratellastro minore di Maria di Champagne e Alice di Francia. Era anche il fratello minore di Guglielmo, Conte di Poitiers e il fratello maggiore di Matilda d'Inghilterra, di Riccardo I d'Inghilterra, di Goffredo II, Duca di Bretagna, di Eleonora d'Inghilterra, di Giovanna d'Inghilterra e di Giovanni d'Inghilterra.

## Biografia
Nell'aprile del 1156, suo padre riunì un grande concilio a Wallingford, dove fece giurare a tutti i maggiorenti del regno d'Inghilterra un atto di fedeltà a lui e ai suoi due figli, Guglielmo di due anni ed Enrico di pochi mesi. In quello stesso anno Guglielmo morì ed Enrico divenne l'erede al trono.
Enrico il Re Giovane fu sposato a Margherita, la figlia del Re Luigi VII di Francia e della seconda moglie Costanza di Castiglia, figlia del re di Castiglia, Alfonso VII e di Berenguela di Barcellona, figlia del conte di Barcellona Raimondo Berengario III e di Dolce I di Provenza. Il matrimonio, avvenuto il 2 novembre 1160 quando lui aveva 5 anni e lei 2, venne orchestrato dal padre di Enrico, allo scopo di prendere il controllo della dote di Margherita, i castelli strategicamente importanti della regione del Vexin normanno, tra la Normandia e Parigi.
Educato da Tommaso Becket, nel giugno 1170, dopo che, nel 1169, aveva ricevuto i titoli per le contee del Maine e dell'Angiò, il quindicenne Enrico fu incoronato Re, dal vescovo di York, Ruggero, mentre era in vita il padre e non viene contato tra i monarchi inglesi, perché, pur disponendo del sigillo reale, non governò mai realmente, in quanto la sua corte era composta esclusivamente da ministri di suo padre che lo controllavano nell'uso del sigillo, ed Enrico è conosciuto come "Enrico il Re Giovane" per distinguerlo dal nipote Enrico III d'Inghilterra.
Enrico il Giovane, debole di carattere su consiglio di alcuni nemici del padre iniziò una ribellione, nel 1173. Si recò a Parigi, da dove, su consiglio del re Luigi VII, lanciò accuse e calunnie contro il proprio padre il re Enrico II; quindi si recò segretamente in Aquitania, dove i fratelli Riccardo e Goffredo vivevano alla corte di Poitiers, presso la madre; Enrico il Giovane incitò i fratelli, sembra col consenso della madre, ad unirsi a lui nella ribellione. Eleonora poi spinse i suoi vassalli Aquitani e Guasconi ad unirsi ai suoi figli. I ministri che suo padre gli aveva destinato, in maggioranza, non gli giurarono fedeltà e abbandonarono Enrico portando con loro il sigillo reale; Enrico il Giovane si fece costruire un nuovo sigillo reale mentre le contee d'Angiò e del Maine e molti nobili aquitani lo sostenevano, ebbe l'appoggio del re Guglielmo I di Scozia delle contee di Boulogne e delle Fiandre e soprattutto del re di Francia, Luigi VII, di cui era genero dal 1172 e al quale aveva reso omaggio, come conte d'Angiò e del Maine, mentre i suoi fratelli, Riccardo e Goffredo, avevano reso omaggio a Luigi VII, rispettivamente per l'Aquitania e per la Bretagna.
La Ribellione è nota come Rivolta del 1173-1174 nella quale Enrico provò a strappare il potere della corona a suo padre. Essa iniziò in Normandia e dopo un iniziale successo fu bloccata dalla reazione di Enrico II, che occupò la Bretagna e fece prigionieri alcuni baroni, tra cui il quinto conte di Chester, Ugo di Kevelioc, che aveva fatto sollevare la Bretagna. Allora la rivolta attaccò il nord dell'Inghilterra; il terzo conte di Leicester, Roberto di Beaumont, con dei mercenari sbarcò nei pressi di Felixstowe, nel Suffolk, nell'ottobre del 1173, si unì al primo conte di Norfolk, Ugo Bigod, ma alla fine di autunno furono sconfitti e Roberto di Beaumont fu catturato. Nell'estate del 1174, fu sconfitto e catturato il re di Scozia, Guglielmo che rese omaggio ad Enrico II che dopo la resa del conte di Norfolk, Ugo, alla fine dell'estate, sbarcò nel nord della Francia, dove Luigi VII tolse l'assedio a Rouen. La ribellione era finita, Enrico il Giovane ricevette una rendita adeguata dal padre, ma dovette rinunciare a partecipare al governo sia del regno che dei feudi francesi, pur mantenendo i titoli.

Col fratello Goffredo, tra il 1180 ed 1182, Enrico combatté a fianco del re di Francia, Filippo II Augusto. Nel 1182 Enrico accusò la moglie, Margherita di Francia, di aver avuto una relazione con il famoso cavaliere Guglielmo il Maresciallo. Enrico ripudiò la moglie e la rispedì in Francia, ed esiliò Guglielmo il Maresciallo dalla sua corte. Guglielmo il Maresciallo si offrì di dimostrare la sua innocenza con un Giudizio di Dio, ma questa offerta venne rifiutata.
Verso la fine del 1182, sorse una disputa tra Enrico e il fratello Riccardo, che all'inizio del 1183, arrivò allo scontro aperto, che sconvolse l'Aquitania per circa un anno; il re di Francia, Filippo II Augusto, il duca di Borgogna, Ugo III, ed il conte di Tolosa, Raimondo V, si schierarono con Enrico il Giovane, mentre con Riccardo si schierarono il fratello Goffredo ed il re d'Aragona, Alfonso II il Casto. La guerra terminò per la morte di Enrico, cosicché il duca di Borgogna, Ugo ed il conte di Tolosa, Raimondo rientrarono nei loro possedimenti e Riccardo rimase padrone della situazione.
Nel 1183 Enrico il Giovane, non accontentato nella sua richiesta del ducato di Normandia (di cui era nominalmente duca), si era ribellato nuovamente e con l'aiuto delle truppe del fratello Goffredo e quelle del re di Francia, Filippo Augusto (1165-1223), aveva teso un'imboscata al padre a Limoges. Il padre assediò la città costringendo Enrico il Giovane a fuggire e girovagare per l'Aquitania, finché si ammalò di dissenteria. L'11 giugno 1183, sentendosi vicino alla morte ed essendo preso da rimorso chiese perdono al padre e chiese altresì che fossero perdonati sia la madre che tutti i suoi compagni di ventura e tutti fossero lasciati liberi.
Quando morì di dissenteria, all'età di 28 anni, nel 1183, si disse che suo padre avrebbe esclamato: "Mi costò molto ma lo vorrei vivo per costarmi di più."
Lo storico W. L. Warren disse di lui, "Il giovane Enrico fu il solo della sua famiglia che fu popolare nel suo tempo. Era vero che fu anche l'unico che non diede segno di sagacia politica, di abilità militare o di semplice intelligenza", e in un libro successivo sviluppò il concetto: "Era grazioso, benigno, affabile, cortese, l'anima della liberalità e della generosità. Sfortunatamente era anche senza spessore, vano, incurante, svanito, incompetente, imprevidente e irresponsabile."
Enrico non sembrava molto interessato negli affari quotidiani del governo, o nelle sottigliezze delle tattiche militari. Invece spese gran parte del suo tempo ai tornei o interferendo negli affari dei fratelli.
È sepolto nella Cattedrale di Rouen

## Discendenza
Enrico da Margherita ebbe un unico figlio:
- Guglielmo, nato prematuramente il 19 giugno 1177, e morto il 22 giugno dello stesso anno. Questo parto difficile sembra abbia reso Margherita sterile, poiché non ebbe altri figli da Enrico né dal suo secondo marito.

Di Enrico non si conosce altra discendenza.

## Ascendenza
|                                       |                          |                                     | Genitori                      |  |  | Nonni |  |  | Bisnonni        |  |  | Trisnonni        |  |
|                                       |                          |                                     |                               |  |  |       |  |  | Folco V d'Angiò |  |  | Folco IV d'Angiò |  |
|                                       |                          |                                     |                               |  |  |       |  |  | Folco V d'Angiò |  |  | Folco IV d'Angiò |  |
|                                       |                          | Bertrada di Montfort                |                               |  |  |       |  |  | Folco V d'Angiò |  |  |                  |  |
| Goffredo V d'Angiò                    |                          |                                     |                               |  |  |       |  |  | Folco V d'Angiò |  |  |                  |  |
|                                       |                          | Eremburga del Maine                 | Elia I del Maine              |  |  |       |  |  |                 |  |  |                  |  |
|                                       |                          | Eremburga del Maine                 | Elia I del Maine              |  |  |       |  |  |                 |  |  |                  |  |
|                                       |                          | Eremburga del Maine                 | Matilda di Château-du-Loir    |  |  |       |  |  |                 |  |  |                  |  |
| Enrico II d'Inghilterra               |                          | Eremburga del Maine                 |                               |  |  |       |  |  |                 |  |  |                  |  |
|                                       |                          | Enrico I d'Inghilterra              | Guglielmo I d'Inghilterra     |  |  |       |  |  |                 |  |  |                  |  |
|                                       |                          | Enrico I d'Inghilterra              | Guglielmo I d'Inghilterra     |  |  |       |  |  |                 |  |  |                  |  |
|                                       |                          | Enrico I d'Inghilterra              | Matilde delle Fiandre         |  |  |       |  |  |                 |  |  |                  |  |
| Matilde d'Inghilterra                 |                          | Enrico I d'Inghilterra              |                               |  |  |       |  |  |                 |  |  |                  |  |
|                                       |                          | Matilde di Scozia                   | Malcolm III di Scozia         |  |  |       |  |  |                 |  |  |                  |  |
|                                       |                          | Matilde di Scozia                   | Malcolm III di Scozia         |  |  |       |  |  |                 |  |  |                  |  |
|                                       |                          | Matilde di Scozia                   | Margaret di Scozia            |  |  |       |  |  |                 |  |  |                  |  |
| Enrico III "Il Giovane" d'Inghilterra |                          | Matilde di Scozia                   |                               |  |  |       |  |  |                 |  |  |                  |  |
|                                       | Guglielmo IX d'Aquitania | Guglielmo VIII di Aquitania         |                               |  |  |       |  |  |                 |  |  |                  |  |
|                                       | Guglielmo IX d'Aquitania | Guglielmo VIII di Aquitania         |                               |  |  |       |  |  |                 |  |  |                  |  |
|                                       | Guglielmo IX d'Aquitania | Hildegarde di Borgogna              |                               |  |  |       |  |  |                 |  |  |                  |  |
| Guglielmo X di Aquitania              | Guglielmo IX d'Aquitania |                                     |                               |  |  |       |  |  |                 |  |  |                  |  |
|                                       |                          | Filippa di Tolosa                   | Guglielmo IV di Tolosa        |  |  |       |  |  |                 |  |  |                  |  |
|                                       |                          | Filippa di Tolosa                   | Guglielmo IV di Tolosa        |  |  |       |  |  |                 |  |  |                  |  |
|                                       |                          | Filippa di Tolosa                   | Emma di Mortain               |  |  |       |  |  |                 |  |  |                  |  |
| Eleonora d'Aquitania                  |                          | Filippa di Tolosa                   |                               |  |  |       |  |  |                 |  |  |                  |  |
|                                       |                          | Aimery I, Visconte di Châtellerault | Boson II de Châtellerault     |  |  |       |  |  |                 |  |  |                  |  |
|                                       |                          | Aimery I, Visconte di Châtellerault | Boson II de Châtellerault     |  |  |       |  |  |                 |  |  |                  |  |
|                                       |                          | Aimery I, Visconte di Châtellerault | Alienor de Thouars            |  |  |       |  |  |                 |  |  |                  |  |
| Aénor di Châtellerault                |                          | Aimery I, Visconte di Châtellerault |                               |  |  |       |  |  |                 |  |  |                  |  |
|                                       |                          | Dangerose de l'Isle Bouchard        | Barthelemy de L'Isle Bouchard |  |  |       |  |  |                 |  |  |                  |  |
|                                       |                          | Dangerose de l'Isle Bouchard        | Barthelemy de L'Isle Bouchard |  |  |       |  |  |                 |  |  |                  |  |
|                                       |                          | Dangerose de l'Isle Bouchard        | Gerberge de Blaison           |  |  |       |  |  |                 |  |  |                  |  |
|                                       |                          | Dangerose de l'Isle Bouchard        |                               |  |  |       |  |  |                 |  |  |                  |  |